# フランセス・オコナー
フランセス・オコナー（Frances O'Connor、1967年7月12日 - ）は、イギリス生まれの、オーストラリアの女優。作品によってはフランシス・オコーナーとの表記もある。

## 来歴
イングランド、オックスフォードシャーのワンテージで、ピアニストの母と核物理学者の父との間に生まれ、2歳のときに両親と共にオーストラリアのパースに移住した。5人兄弟の3番目で、兄と姉、2人の妹がいる。オコナー家はカトリックで、パースではメルセデス高校に通っていた。その後、西オーストラリア演劇学校に通い、西オーストラリア州にあるカーティン大学で芸術文学士の学位を授かった。
スコットランド人の俳優ジェラルド・レプコスキと同棲し、2005年に38歳で息子のルカを出生。レプコスキと2011年に結婚した。

## 主な出演作品
- キス・オア・キル Kiss or Kill  (1997)
- アバウト・アダム　アダムにも秘密がある About Adam  (2000)
- 悪いことしましョ! Bedazzled  (2000)
- A.I. Artificial Intelligence: AI  (2001)
- ウインドトーカーズ Windtalkers  (2002)
- アーネスト式プロポーズ The Importance of Being Earnest  (2002)
- タイムライン Timeline  (2003)
- カシミアマフィア Cashmere Mafia (2007) テレビドラマ
- デイアフター2020 首都大凍結   Ice (2010) テレビミニシリーズ
- ハンター  The Hunter (2011)
- セルフリッジ　英国百貨店 Mr Selfridge (2013-2014) テレビドラマ
- スティーブン・キング 血の儀式 Mercy (2014)
- ザ・ミッシング 消えた少年 The Missing (2014) テレビドラマ
- 死霊館 エンフィールド事件 The Conjuring 2 (2016)